# Rudolf von Lobkowitz
Rudolf Prinz von Lobkowitz (ur. 16 sierpnia 1840 we Frischau, zm. 9 kwietnia 1908 w Wiedniu) – generał artylerii cesarskiej i królewskiej Armii, komendant 4. Korpusu w Budapeszcie. 

## Życiorys
W 1858 roku ukończył Szkołę Artylerii w Ołomuńcu i rozpoczął służbę w 3. Pułku Artylerii. Dowodząc baterią, brał udział w walkach we Włoszech podczas wojny francusko-austriackiej. Następnie przydzielony do Komitetu Artylerii, awansował na stopień kapitana (niem. Hauptmann). Brał udział w wojnie prusko-austriackiej, w tym w przegranej przez Austriaków bitwie pod Sadową. W 1867 roku uczestniczył w przygotowaniach wizyty cesarza Napoleona III i cesarzowej Eugenii w Salzburgu. W 1870 roku został mianowany adiutantem cesarza Franciszka Józefa. Na tym stanowisku uczestniczył w cesarskich podróżach do Berlina w 1872 roku i do Petersburga w 1874 roku. W 1875 roku, w stopniu pułkownika (niem. Oberst), powrócił do czynnej służby wojskowej i objął dowództwo nad 5. Pułkiem Artylerii stacjonującym w Budapeszcie, którym dowodził do 1881 roku, kiedy po awansie na generała majora mianowany został dowódcą 13. Brygady Piechoty w Gorycji. Po tymczasowym objęciu stanowiska dowódcy dywizji w Kluż-Napoce powrócił na Węgry. W 1890 roku został komendantem 4. Korpusu w Budapeszcie. W rekomendacji do naczelnego dowództwa odnośnie jego nominacji na to stanowisko podkreślono jego dobre stosunki z węgierskimi władzami cywilnymi. W 1905 roku zrezygnował ze stanowiska ze względu na stan zdrowia i przeszedł w stan spoczynku. Po przejściu na emeryturę uczestniczył, jako cywilny konsultant, w przygotowywaniu reformy austro-węgierskiej artylerii, którą zainicjował minister wojny Heinrich von Pitreich.

## Odznaczenia
Odznaczenia gen. von Lobkowitza to między innymi:
- Order Złotego Runa
- Krzyż Wielki Orderu Leopolda
- Kawaler Orderu Korony Żelaznej I klasy
- Kawaler Orderu Korony Żelaznej III klasy z dekoracją wojenną
- Krzyż Zasługi Wojskowej z dekoracją wojenną
- Medal Zasługi Wojskowej na czerwonej wstędze
- Medal Wojenny
- Srebrny Medal Jubileuszowy Pamiątkowy Dworski
- Medal Jubileuszowy Pamiątkowy dla Sił Zbrojnych i Żandarmerii
- Odznaka za Służbę Wojskową II klasy
- Order Świętego Aleksandra Newskiego w brylantach (Imperium Rosyjskie)
- Order Świętej Anny II klasy w brylantach (Imperium Rosyjskie)
- Order Świętego Stanisława I klasy z koroną (Imperium Rosyjskie)
- Order Orła Czarnego (Prusy)
- Krzyż Wielki Orderu Orła Czerwonego (Prusy)
- Order Królewski Korony II klasy w brylantach (Prusy)
- Krzyż Wielki Orderu Gwiazdy Rumunii (Rumunia)
- Krzyż Wielki Orderu Danebroga (Dania)
- Order Lwa i Słońca I klasy (Persja)
- Komandor Orderu Alberta (Saksonia)
- Komandor Orderu Korony Włoch (Włochy)
- Komandor Orderu Zbawiciela (Grecja)
- Wielki Oficer Orderu Leopolda (Belgia)
- Oficer Legii Honorowej (Francja)